# A-002
A-002 è stata una missione della NASA del programma Apollo, la terza di test per il sistema di aborto del lancio.